# Final de la Copa del Món de la FIFA 2022
La final de la Copa del Món de la FIFA 2022 és un partit de futbol d'associació en curs, la culminació de la Copa del Món de la FIFA 2022, la 22a edició de la competició de la FIFA per a seleccions nacionals de futbol masculines. El partit es juga al Lusail Stadium de Lusail, Qatar, el 18 de desembre de 2022, dia nacional de Qatar ; ho estan disputant Argentina i França.
Els defensors de la Copa del Món de 2018 van ser França, que va ser la primera vegada des de la final de 2002 en què un equip va tenir aparicions consecutives a les finals, i la primera des de 1998, on els titulars es van classificar per a la final posterior, ambdues es van aconseguir. pel Brasil. França ha guanyat dos Mundials, el 1998 i el 2018. Els francesos també van arribar a la final de 2006, però van caure davant Itàlia als penals. Sota la direcció de Didier Deschamps, que va guanyar el torneig de 1998 com a jugador, els francesos no van aconseguir la Copa del Món de 2014, la UEFA Euros 2016 i 2020, però van aconseguir amb èxit el títol de la Copa del Món de 2018. A causa de la condició de campiona del món, França també va entrar a Qatar com un dels favorits per guanyar. França també pretén emular l'assoliment d'Itàlia el 1934 i el 1938 i el Brasil el 1958 i el 1962 com a tercer país a defensar amb èxit el títol de la Copa del Món. Didier Deschamps vol convertir-se en el segon entrenador a guanyar dos títols de la Copa del Món de la FIFA, després de Vittorio Pozzo amb Itàlia el 1934 i el 1938. Després d'haver guanyat el torneig de 1998 com a jugador, Deschamps també busca convertir-se en la tercera persona a guanyar tres títols de la Copa del Món de la FIFA, després de les llegendes brasileres Pelé (tots com a jugador) i Mário Zagallo (dos com a jugador i un com a entrenador).